# Нгамба
Нгамба (на английски: Ngamba) е остров от архипелага Кооме, разположен в северната част на езерото Виктория, принадлежаща на Уганда. Групата обхваща около 15 острова и островчета, отделени от северния бряг на езерото с широкия 10 km канал Дамба. Намира се съвсем близо до екватора, на около 23 km югоизточно от гр. Ентебе. На остров Нгамба е разположен един от няколкото реализирани екологични проекта за организирани убежища на шимпанзета в Африка.

## Описание
Островът заема площ от около 400 декара, 98% от които са покрити с гъсти тропически дъждовни гори. Северната му част е равнинна, а на юг теренът се издига до 1158 m надморска височина. Горските масиви се прекъсват от дефилета, обрасли с тревиста растителност, заемаща около 10% от горските територии.
До 1997 г. северната част на острова е била населена с рибарски семейства. Те са разчистили около 2 акра от горските терени, половината от които сега е заета от лагер, обитаван от учени, персонал и доброволци, които се грижат за шимпанзетата и се занимават с изследователска дейност. Електричеството се добива от слънчева енергия, отпадъците са адекватно управлявани, тоалетните са компостни (биотоалетни). Между гората и лагера, върху терен с храстовидна и тревиста растителност, е разположена зоната за хранене на шимпанзетата.

## Убежище за шимпанзета
Островът е предоставен на Chimpanzees Sanctuary and Wildlife Conservation Trust (CSWCT) за да служи като убежище на осиротели шимпанзета. Организацията CSWCT е създадена през 1997 г. от 6 различни организации с нестопанска цел – фондацията „Свободно родени“ (Великобритания), Международният фонд за хуманно отношение към животните (САЩ), институтът „Джейн Гудол“ (Германия и Уганда), Образователният център за диви животни в Уганда (UWECT) и Зоологическият комитет на Нов Южен Уелс (Австралия). Островът е избран като подходящ вторичен хабитат за шимпанзета, тъй като е необитаем и естествената му среда съдържа повече от 50 вида разнообразни растения, привична храна за приматите. Организацията поема цялата подготовка на обиталището на острова и по-късното обслужване на шимпанзетата. Площта, която е заета от персонала е оградена с електрическа ограда от останалата част на острова, където приматите живеят на свобода. Изградена е платформа, издигната на около 6 м над земята, от която може да се наблюдава храненето на шимпанзетата в естествената им среда, което става два пъти дневно. Убежището започва да функционира през октомври 1998 г., когато 19 шимпанзетата сираци, спасени от бракониери, са преместени тук от Центъра за диви животни на Уганда. През октомври 1999 г. островът официално е открит и за посетители. Нгамба е дом на 42 осиротели шимпанзета, почти половината от които са конфискувани. Грижата за едно шимпанзе струва около 2000 долара годишно.
Тук се отглеждат шимпанзета сираци, които са спасени от бракониери, от циркове или открити на различни места в Уганда, както и няколко екземпляра, изпратени от ДР Конго. Проблемът, свързан с шимпанзетата в Африка е сериозен, заради масовото унищожаване на местообитанията им, лова за месо, както и бракониерството на кърмачета, които се продават като домашни любимци или се изнасят незаконно извън страната. Шимпанзетата яростно защитават малките си и обикновено ловците убиват майката или ако се наложи цялото семейство, за да се доберат до бебетата. Правителството води борба с бракониерството, полага усилия да спаси възможно най-голяма част от приматите и ги изпраща в това убежище за да продължат живота си на свобода.
На острова се полагат специални грижи за малките шимпанзета, за които се счита, че не биха могли да се справят самостоятелно, ако бъдат пуснати в естествената им среда, тъй като обикновено вече са привикнали към човешкото присъствие, а и нямат родители. Когато младите шимпанзета пристигнат тук, те не могат да бъдат смесени веднага с по-старите обитатели. Интегрирането на нови сираци в общността на съществуващите вече примати на острова е труден и бавен процес. Шимпанзетата са агресивни същества и новопристигналите могат да бъдат нападнати или дори убити от мъжкия водач на групата. Първоначално новодошлите са пазени в големи клетки, като при тях се водят само по-възрастни женски с надеждата, че майчиният им инстинкт ще се задейства. Поради ограниченото пространство на острова на женските се поставят временни противозачатъчни импланти, за да могат да правят секс, който е жизненоважен за динамиката в групата. Тъй като за известен период от време не могат да имат деца, тези в детеродна възраст проявяват желание да станат сурогатни майки на сираците. Минават няколко месеца на опознаване и адаптация и едва тогава новите могат да бъдат пуснати свободно в гората.

## Фауна
На острова съществува богатото разнообразие от животински видове, включително хипопотами, видри, плодови прилепи, крокодили, варани, гущери, орли-рибари и др. На този малък остров живеят над 120 вида птици.